# Gypona grandea
Gypona grandea är en insektsart som beskrevs av Delong och Wolda 1984. Gypona grandea ingår i släktet Gypona och familjen dvärgstritar. Inga underarter finns listade i Catalogue of Life.